# 9 Shots
«9 Shots» — другий сингл американського репера 50 Cent з його майбутнього шостого студійного альбому Street King Immortal, виданий 14 серпня 2015 р.
50 Cent дебютував «9 Shots» 12 серпня в Нью-Йорці, виконавши її наживо під час приватної вечірки Capitol Records на даху. Репер наголосив на метафорі 9 пострілів, отриманих на початку кар'єри, кожен з яких у пісні символізує 9 важливих моментів з його життя.

## Відеокліп
Режисер: Ейф Рівера. У кліпі також знялися Тоні Єйо й Ллойд Бенкс. Прем'єра відео відбулась одразу після останнього епізоду 2-го сезону Power.

## Чартові позиції
| Чарт (2015)                             | Найвища позиція |
| --------------------------------------- | --------------- |
| США (Hot R&B/Hip-Hop Songs) (Billboard) | 48              |
| Франція (SNEP)                          | 178             |